# Ryuki Nishimuro
Ryuki Nishimuro (西室 隆規 Nishimuro Ryuki?), född 2 juni 1993 i Yamanashi prefektur, är en japansk fotbollsspelare.
Nishimuro började sin karriär 2016 i Kataller Toyama. 2018 flyttade han till Verspah Oita.